# Glenanthe litorea
Glenanthe litorea är en tvåvingeart som beskrevs av Cresson 1925. Glenanthe litorea ingår i släktet Glenanthe och familjen vattenflugor. Inga underarter finns listade i Catalogue of Life.